# Felbamato
Il felbamato è un farmaco prodotto dalla Schering-Plough, usato come antiepilettico di seconda scelta per le epilessie parziali e generalizzate; appartenente alla seconda generazione di epilettici.  Non è raccomandato come prima scelta per i rischi anche mortali di anemie aplastiche  e insufficienze epatiche; il suo uso è suggerito quando, in mancanza di alternative valide, i potenziali benefici superano i rischi.
È indicato anche come terapia aggiuntiva per il trattamento di bambini (> 4 anni) affetti da Sindrome di Lennox-Gastaut, rivalutando l'efficacia dello stesso dopo 2-3 mesi (RCP IT). I nomi con cui il farmaco è commercializzato nel mondo sono: Felbamyl, Felbatol e Taloxa.

## Storia
Fu sintetizzato nel 1993 da  Berger, Ludwig et al. e sperimentato per la prima volta da Brodie .
Il felbamato grazie al suo unico meccanismo d'azione sul recettore NMDA, ha avuto rapidamente successo in terapia, raggiungendo i 126.000 pazienti trattati dopo pochi mesi dalla sua introduzione in commercio. Però per la comparsa di gravi anemie aplastiche  ed insufficienze epatiche, l'FDA ne ha per poco tempo bloccato l'uso, salvo poi rimetterlo in commercio con forti limitazioni di impiego; attualmente solamente circa il 10% dei pazienti iniziali ne continua l'uso .
È un farmaco orfano, attualmente in commercio in: Argentina, Austria, Belgio, Francia, Germania, Italia, Paesi Bassi, Ungheria, Norvegia, Portogallo, Svezia, Svizzera e Stati Uniti d'America.

## Caratteristiche chimiche
Il felbamato è chimicamente un fenil-dicarbamato strutturalmente correlato al sedativo meprobamato con maggiori attività anticonvulsivanti e con proprietà neuroprotettive. Si presenta sotto forma di polvere bianca.
Il felbamato è una molecola ben assorbita dopo somministrazione orale.

### Sintesi chimica
Sono stati messi a punto 3 metodi di sintesi brevettati del felbamato:
- il primo, brevettato nel 1991 (US 4 982 016 di Carter & Fallace), prevede la sintesi a partire da un substrato a base di fenobarbital e quindi la formazione di un primo intermedio per mezzo di una reazione catalizzata dal LiAIH4 in dietiletere: il  2-phenyl-1.3-proponediol che successivamente in presenza di fosgene e dimetilaminobenzene forma il felbamato.
- un secondo brevetto del 1991 (US 4 868 327 di Carter & Fallace), prevede a partire dal 2-phenyl-1.3-proponediol una catalisi operata in presenza di toluene ed etil carbammato la formazione del felbamato.
- un terzo brevetto del 1993 (WO 9 406 737 della Schering Corp./Avondale Chem.; appl) prevede più semplicemente la sintesi a partire da metilfenilacetato e metilformiato.

## Farmacocinetica

### Biodisponibilità
L'assorbimento per via orale in volontari sani è di circa il 90%.
La concentrazione plasmatica massimale (T max) è raggiunta tra le 2 e le 6 ore dopo la somministrazione.
L'emivita di eliminazione terminale di felbamato era da 15 a 23 ore.
Il comportamento farmacocinetico è lineare fino a dosi fino a 3600 mg/die, con aumenti dose-lineari nella AUC e nella C max.

### Legame proteico
Il felbamato si lega reversibilmente per il 22% - 25% alle proteine plasmatiche, principalmente all'albumina.

### Livelli plasmatici
Studi clinici controllati con il felbamato hanno evidenziato efficacia a concentrazioni  plasmatiche medie comprese tra 32 mcg/ml e 82 mcg/ml.

### Distribuzione
Il felbamato o i suoi metaboliti attraversano la barriera ematoencefalica ed ha un volume di distribuzione di 0,8 (L/kg).

### Metabolismo
Il felbamato è metabolizzato dall'enzima di fase I: Citocromo P450 2C19.
Più dell'85%  si ritrova nel plasma come felbamato immodificato; i metaboliti identificati nell'urina umana sono:
- p-idrossifelbamato,
- 2-idrossifelbamato,
- derivati monocarbamati di felbamato,
- metaboliti polari di felbamato (compresi i coniugati del felbamato) .

I metaboliti mostrano attività anticonvulsivante.

### Eliminazione
Il felbamato è eliminato prevalentemente con le urine per il 40-49% sotto forma di metaboliti. Solo il 5% è presente nelle feci; inoltre, si ritrova anche nel latte materno.

## Farmacodinamica

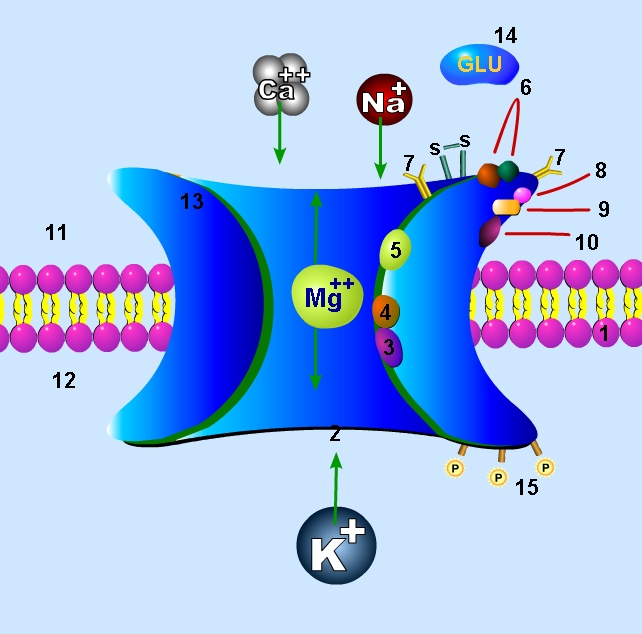
Legenda:
1. Memb. cellulare
2.	Canale bloccato dal Mg2+ con il blocco del sito (3)
3.	Sito Bloccato dal Mg2+
4.	Sito di legame per gli allucinogeni
5. Sito di legame per lo Zn2+
6. Sito di legame pergli agonisti(glutamate) e/o antagonisti ligandi(APV)
7.	Sito di glicosilazione
8. Sito legante protoni
9. Sito legante la glicina
10.	Sito legante le poliammine
11. Spazio extracellulare
12. Spazio intracellualre
13.	Subunità del complesso

Agisce sul complesso recettore ionotropo per il NMDA, interagendo specificamente con il sito di riconoscimento per la glicina che non è sensibile alla stricnina. Ha anche un effetto sull'influsso del Na+. 

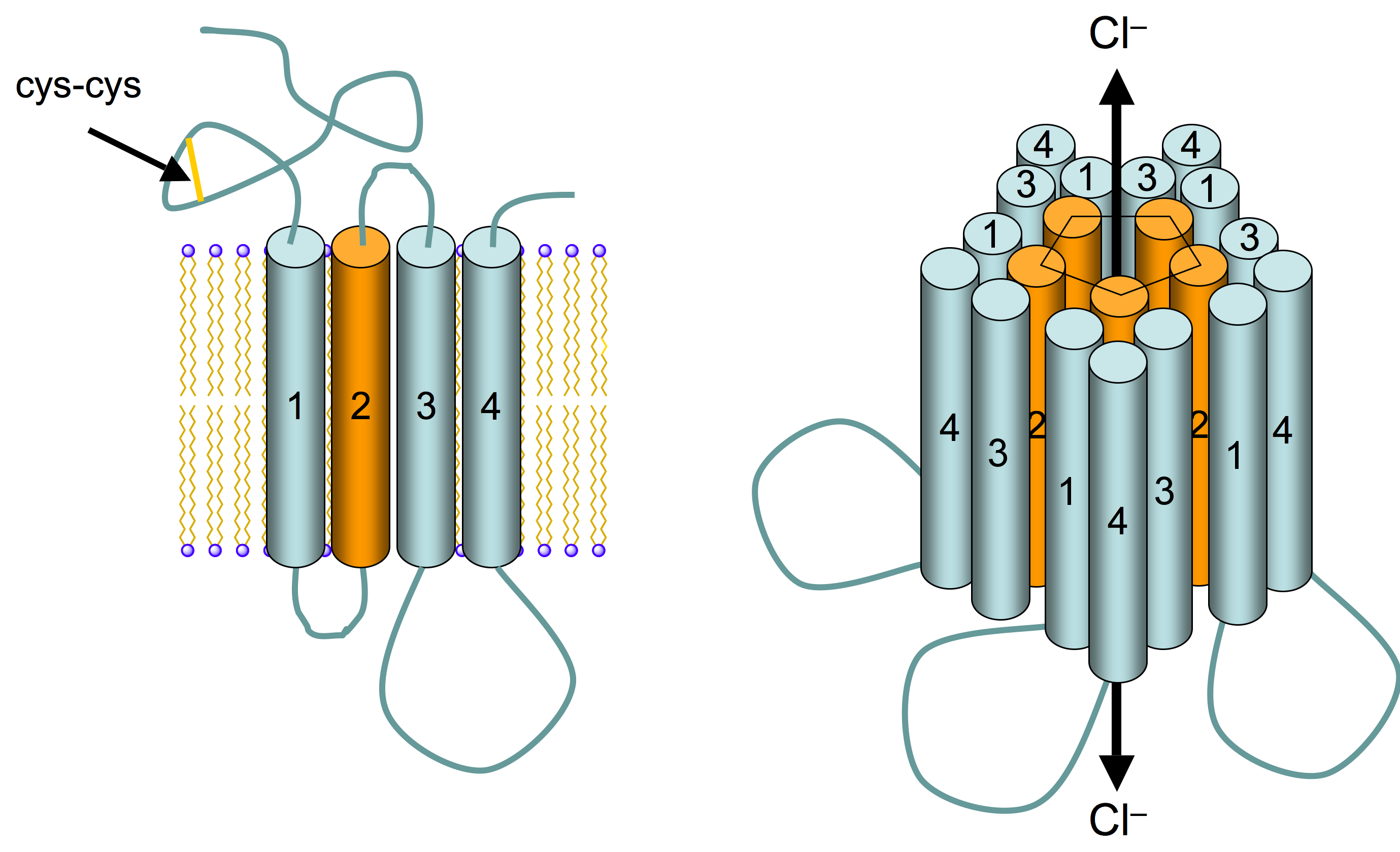

Studi suggeriscono una sua duplice azione sia su meccanismi cerebrali  eccitatori sia su quelli inibitori GABA-mediati .

## Effetto del composto ed usi clinici
Il meccanismo con cui il felbamato esercità la sua attività anticonvulsivante è sconosciuto; in vitro si è visto che è un antagonista del complesso ionoforico del recettore NMDA (N-metil-D-aspartato) sul sito della glicina stricnina insensibile. Questo antagonismo blocca l'effetto eccitatorio dell'aminoacido con effetto anticonvulsivante. Sull'animale si è visto che il felbamato incrementa il livello della soglia convulsivante e decrementa le crisi epilettiche.

Il felbamato è attivo su entrambi i due modelli di epilessia: elettroshock e pentilenetetrolo. 

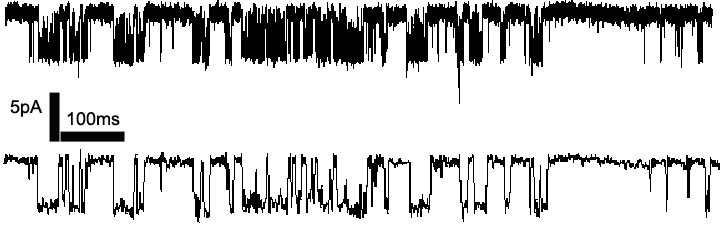
Esempio di blocco del votaggio (atch clamp recordings of a glycine receptor protein complex (a chloride specific ion channel) showing currents in open and closed state)

Agisce con azione di tipo inibitorio sulle risposte inibitorie NMDA-evocate e sui potenziali GABA-evocati; come  osservato in modelli elettrofisiologici di registrazione voltage clamp di culture di neuroni di ippocampo di ratto . L'azione combinata del felbamamto sulla trasmissione eccitatoria ed inibitoria, può contribuire a spiegare le notevoli modalità d'azione del farmaco sui  vari modelli di epilessia.
Clinicamente il farmaco ha determinato il 50% di riduzione delle crisi epilettiche nel 69% dei pazienti dopo 3 mesi di terapia. Il migliori risultati si sono ottenuti nelle epilessie parziali con o senza generalizzazioni secondarie, e nelle epilessie atoniche; con un follow-up positivo a 3 anni .
Le indicazioni sono:
Approvate
- crisi parziali complesse degli adulti [10][11][12]
- trattamento della sindrome di Lennox-Gastaut dei bambini [12][13][14][15]

Off-Label
- trattamento delle crisi parziali complesse dei bambini,
- forme miocloniche giovanili
- spasmi infantili  [16][17][18]

Sperimentali
- neuroprotezione
- analgesia
- disturbo bipolare
- disturbi ormonali
- uso spot

Oltre all'effetto antiepilettico, il felbamato mostra anche attività neuroprotettiva su modelli sperimentali di danno da ischemia/riperfusione . Wallis e Panizzon già nel 1993 dimostrano un'efficacia neuroprotettiva con felbamato su ratti esposti a danno ipossico . Wasterlain et al. dimostrano un effetto neuroprotettivo in ratti cui veniva occlusa la carotide con una finestra terapeutica utile di 1-4 ore dopo l'occlusione .
Inoltre esercita una certa attività analgesica sul dolore neuropatico , sugli spasmi facciali  e sulla nevralgia del trigemino .
Le alterazioni della neurotrasmissione del glutammato sono state collegate con la depressione maggiore, e i farmaci attivi sul N-Metil-D-Aspartato (NMDA) hanno evidenziato una certa attività antidepressiva.
Alcuni studi sugli animali hanno dimostrato che gli antidepressivi
hanno molte attività sui recettori NMDA, infatti, uno dei meccanismi d'azione della fluoxetina è di sopprimere il rilascio di glutammato. Poiché il felbamato antagonizza indirettamente i recettori NMDA se ne è ipotizzato il suo impiego nei disturbi depressivi; in particolare nel disturbo bipolare dove è stato ipotizzato e/o proposto l'uso del felbamato, al pari di altri antiepilettici, in funzione del suo particolare meccanismo d'azione sul recettore NMDA

: Nei fatti in un case report si è visto un miglioramento dei sintomi depressivi di un soggetto con epilessia ; purtuttavia questa indicazione allo stato dell'arte psichiatrica è da intendere come esclusivamente speculativa.
Il felbamato ha anche interessanti attività antiormonale, infatti, è stato visto essere capace di inibire il rilascio del cortisolo in risposta allo stress in topi, suggerendo una capacità di ridurre l'attività trascrizionale di recettori dei glucocorticoidi .
In virtù della sua non favorevole tollerabilità ma in considerazione dei tassi di mortalità elevata nei pazienti con epilessia refrattaria ai trattamenti standard, un uso ragionevole potrebbe essere quello di usare inizialmente per 3 mesi il farmaco, per poi rapidamente sospenderlo dopo aver ottenuto apprezzabili miglioramenti della patologia, "uso spot".

## Tossicologia
In animali ad alte dosi significativamente  provoca adenoma epatico; si ritiene ciò sia dovuto ai metaboliti uretanici e metil-carbammati .

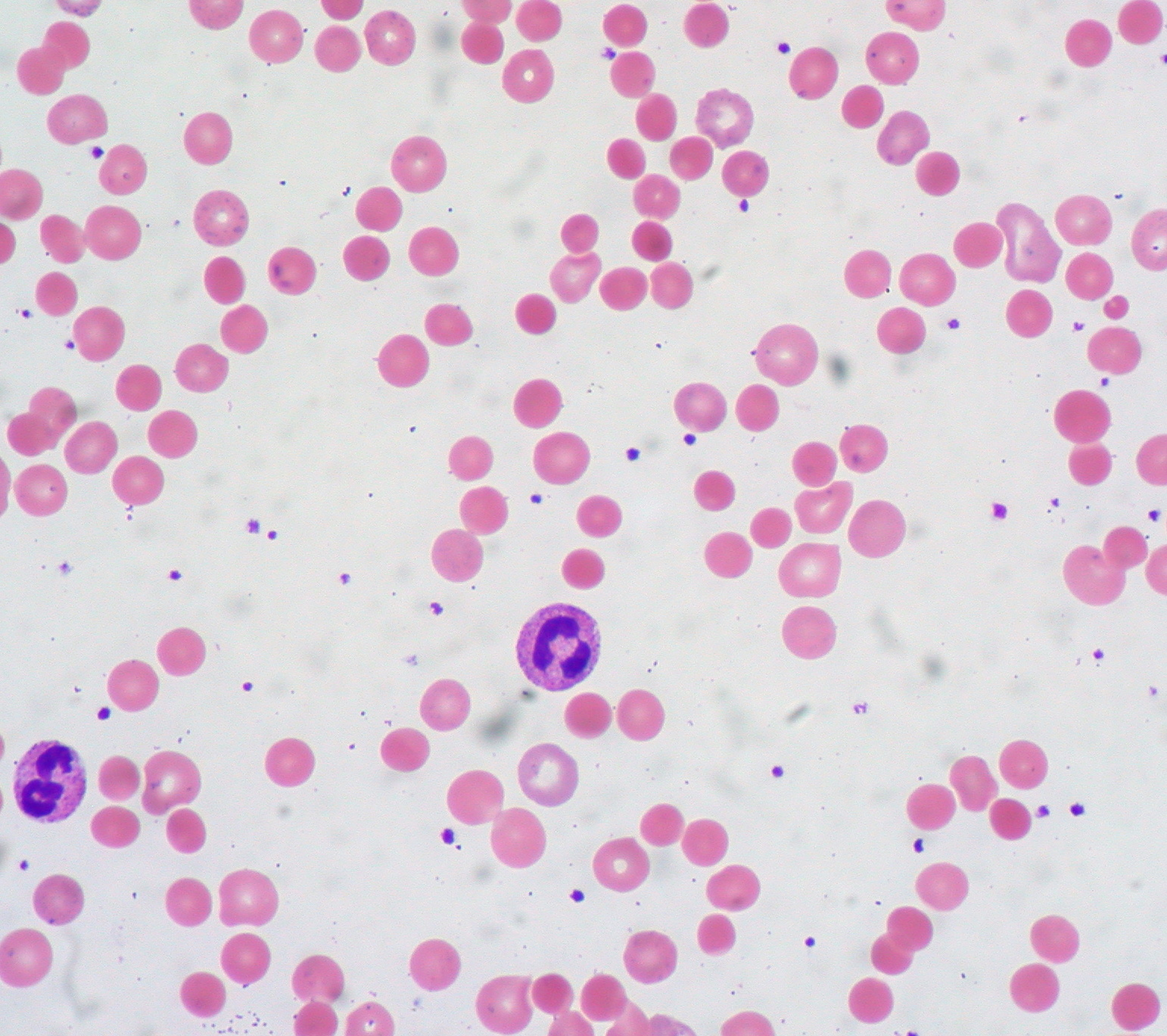
Esempio di anemia

Sono stati segnalati nel 1993 34 casi di anemia aplastica associati all'utilizzazione del felbamato: 32 negli Stati Uniti d'America, 1 in Spagna ed 1 in Colombia, con in totale 13 casi mortali .
I casi di anemia aplastica si sono verificati con una media di 173 giorni di assunzione e con una posologia max di 5400 mg/die. Questi pazienti avevano una storia di allergie a farmaci nel 52% dei casi, il 33% avevano un LES lupus eritematoso sistemico ed il 55% di questi pazienti lo aveva assunto in associazione ad altri antiepilettici.
L'anemia aplastica non sembra correlata all'antigene maggiore di istocompatibilità HLA, mentre è correlata ad una drammatica riduzione della glutatione per ossidasi .

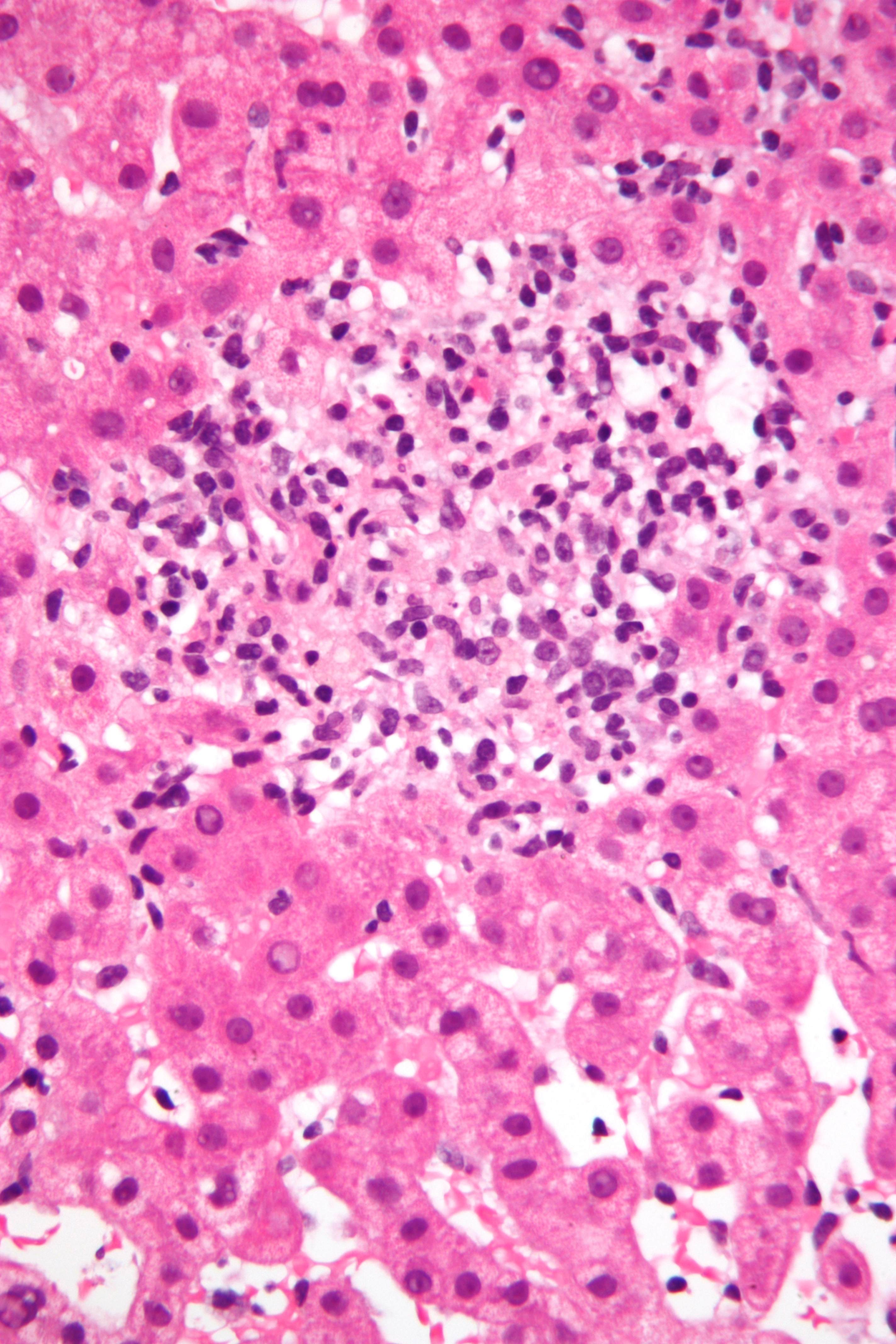
Micrograph of an adverse drug reaction leading to a hepatitis, also known as drug-induced hepatitis, with non-caseating granulomata

L’insufficienza epatica, epatite fulminante, è occorsa in 18 casi , in soggetti che facevano anche uso di altri farmaci. Causa dell'epatite fulminante è, una aldeide reattiva: l'atropaldeide, prodotta come metabolita del felbamato che consuma drammaticamente le scorte di glutatione epatico
.
I casi mortali sono stati 4, con un'incidenza che è stato calcolata essere di un caso di epatite ogni 18.500-25.000 pazienti trattati, comunque inferiore ai 10.000-41.000 casi del valproato un altro noto ed usato antiepilettico.

## Effetti collaterali
Nei trials clinici condotti circa il 12% dei pazienti abbandona la terapia per gli effetti collaterali.
Gli effetti collaterali più frequentemente osservati in seguito a terapia con felbamato sono: nausea, anoressia, vertigine, vomito ed insonnia; inoltre, nei bambini si manifestano eventi avversi di tipo gastrointestinale come anoressia e perdita di peso.
È stato segnalato anche un caso di Sindrome di Stevens-Johnson  e casi di urolitiasi .

## Controindicazioni
Ipersensibilità al preparato e ai carbamati; storia di discrasia ematica e/o disfunzione epatiche.

## Interazioni
Il cibo sembra ridurre gli effetti collaterali e non ne altera l'assorbimento.
Il felbamato incrementa gli effetti degli anticoagulanti.
Interagisce con gli antiepilettici, incrementando i livelli di fenitoina e acido valproico; decrementa i livelli ematici di carbamazepina. Fenitoina e carbamazepina possono incrementare la clearance del felbamato.